# Robert Fludd
Robert Fludd, también conocido como Robertus de Fluctibus (17 de enero de 1574, Bearsted, condado de Kent – 8 de septiembre de 1637, Londres), fue un eminente médico paracélsico, astrólogo y místico inglés.

## Biografía
Robert Fludd era el quinto hijo de Elisabeth Andros y Sir Thomas Fludd, funcionario del gobierno de alto rango y tesorero de guerra para la armada de Isabel I.
Se educó en el anglicanismo, la religión de sus padres. Pero considerando que su formación era insuficiente, y con objeto de perfeccionar sus conocimientos, emprendió un viaje al continente europeo que duró seis años. Entre 1598 y 1604 Fludd recorrió España, Francia, Italia y Alemania, estudiando medicina, química y lo oculto, aunque es principalmente conocido por su investigación en el campo de la filosofía oculta. Fue sin duda en Alemania donde Fludd entró en contacto directo con el movimiento rosacruz. De retorno a Inglaterra, el 16 de mayo de 1605 obtuvo su doctorado en medicina en la Universidad de Oxford. Más adelante se instaló en Londres. A partir de los 42 años (1616) empezó a escribir y publicar, y hasta su muerte no paró de escribir voluminosas obras herméticas.

## Obra

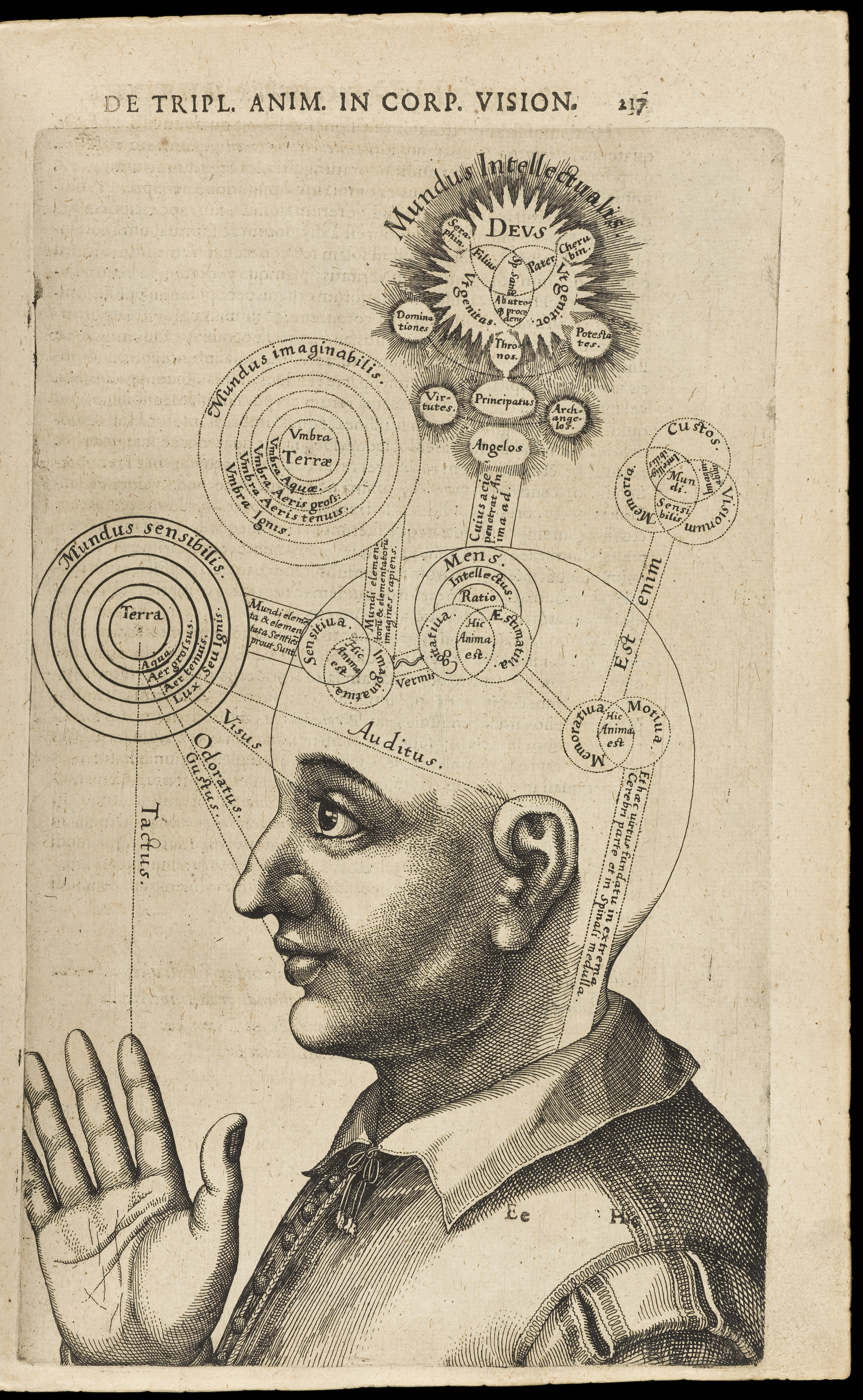
El hombre y el macrocosmos.

Fludd es considerado como uno de los grandes humanistas del Renacimiento: su conocimiento se apoyaba en el conjunto de las Humanidades, y consagró una parte importante de sus voluminosos escritos a defender la reforma de las ciencias.
En tanto que médico y alquimista, se interesó por las ideas de Paracelso. En materia de medicina, es reconocido como un precursor. A él se debe la descripción del primer barómetro. Fludd fue la primera persona en tratar acerca de la circulación de la sangre, y de hecho llegó a la conclusión correcta. Sin embargo, su conclusión se basaba en la analogía del macrocosmos-microcosmos, una teoría en la que todo cuanto acontece en el microcosmos (hombre) está bajo la influencia del macrocosmos (cielo). Su teoría planteaba que la sangre debe circular puesto que el corazón es como el Sol, y la sangre como los planetas; en esa época ya era conocido que los planetas orbitan alrededor del Sol. Posteriormente, William Harvey explicó la circulación de la sangre en términos más modernos y experimentales, aunque el trabajo de Harvey todavía hacía referencias a la analogía macrocosmos-microcosmos de Fludd.

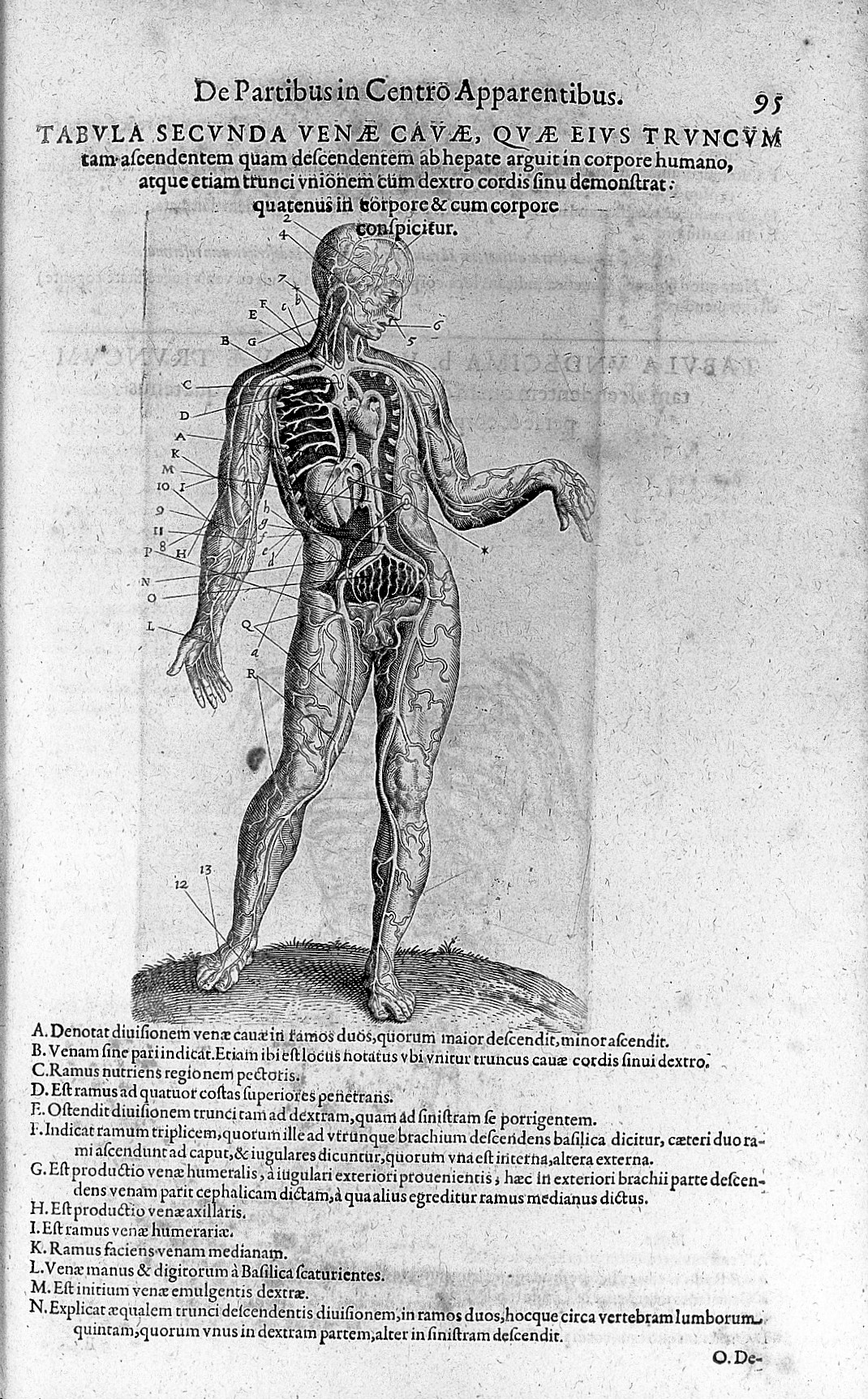
Amphitheatrum anatomicum, Fludd, 1623.

Fludd era ante todo un espiritualista que establecía una distinción entre la parte física mortal y la parte anímica inmortal del hombre. Para él, el alma está unida a Dios, mientras que el cuerpo físico es una parte de la naturaleza. El espíritu de la vida, la fuerza esencial de la vida o fuerza vital, etérea y unida al alma, constituye a la vez la conciencia y el espíritu animal en nosotros. Esta fuerza vital es la causa de todas las funciones vitales.
Fludd practicaba la sanación a distancia mediante un sistema descrito anteriormente por Paracelso y que Fludd denomina en sus tratados el ungüento de simpatía. Este método era usado por varios médicos rosacruces de la época, especialmente Jan Baptist van Helmont y Kenelm Digby.
Mantuvo un célebre intercambio de opiniones con Johannes Kepler relativas a los enfoques científico y hermético del conocimiento. Su filosofía está expuesta en Utriusque Cosmi, Maioris scilicet et Minoris, metaphysica, physica, atque technica Historia (La historia metafísica, física y técnica de los dos mundos, a saber el mayor y el menor, publicado en Alemania entre 1617 y 1621, e incluido por la Santa Sede en el Index en 1625); según Frances Yates, su sistema de memoria (que describe con detalle en The Art of Memory, pp. 321-341) podría reflejar el esquema del Globe Theatre de Shakespeare (The Art of Memory, capítulo XVI).
En 1617, Fludd escribió De Musica Mundana (Música Mundana), libro tercero de la Historia metafísica, física y técnica de los mundos mayor y menor, donde describe sus teorías de la música, y del macrocosmos, además de su monocordio (también conocido como "divino" o "celestial"). Un año después publicaría De Naturae Simia (la historia técnica) ampliando sus teorías acerca de la música humana y siguiendo la pitagórica estela que Boecio había trazado en el siglo VI.
En sus libros, Robert Fludd se ocupó asimismo de presentar la armonía entre el macrocosmos y el microcosmos. Continuando con un conocimiento universal, se interesó en las correspondencias armónicas que existen entre los planetas, los ángeles, las partes del cuerpo humano y la música.
Sus libros son verdaderas obras maestras, magníficamente adornados con grabados que ilustran sus ideas.
En 1630, Fludd ideó una máquina de movimiento perpetuo. En la década de 1870 se hicieron varios intentos de patentar variaciones de la máquina de Fludd. Esta máquina funcionaba mediante recirculación por medio de una noria de agua y un tornillo de Arquímedes. El dispositivo bombea continuamente el agua a su depósito de origen.
Según el bulo de los Dossiers Secretos de Henri Lobineau, Fludd era un Gran Maestre del Priorato de Sion.

## Fludd y la Rosa Cruz

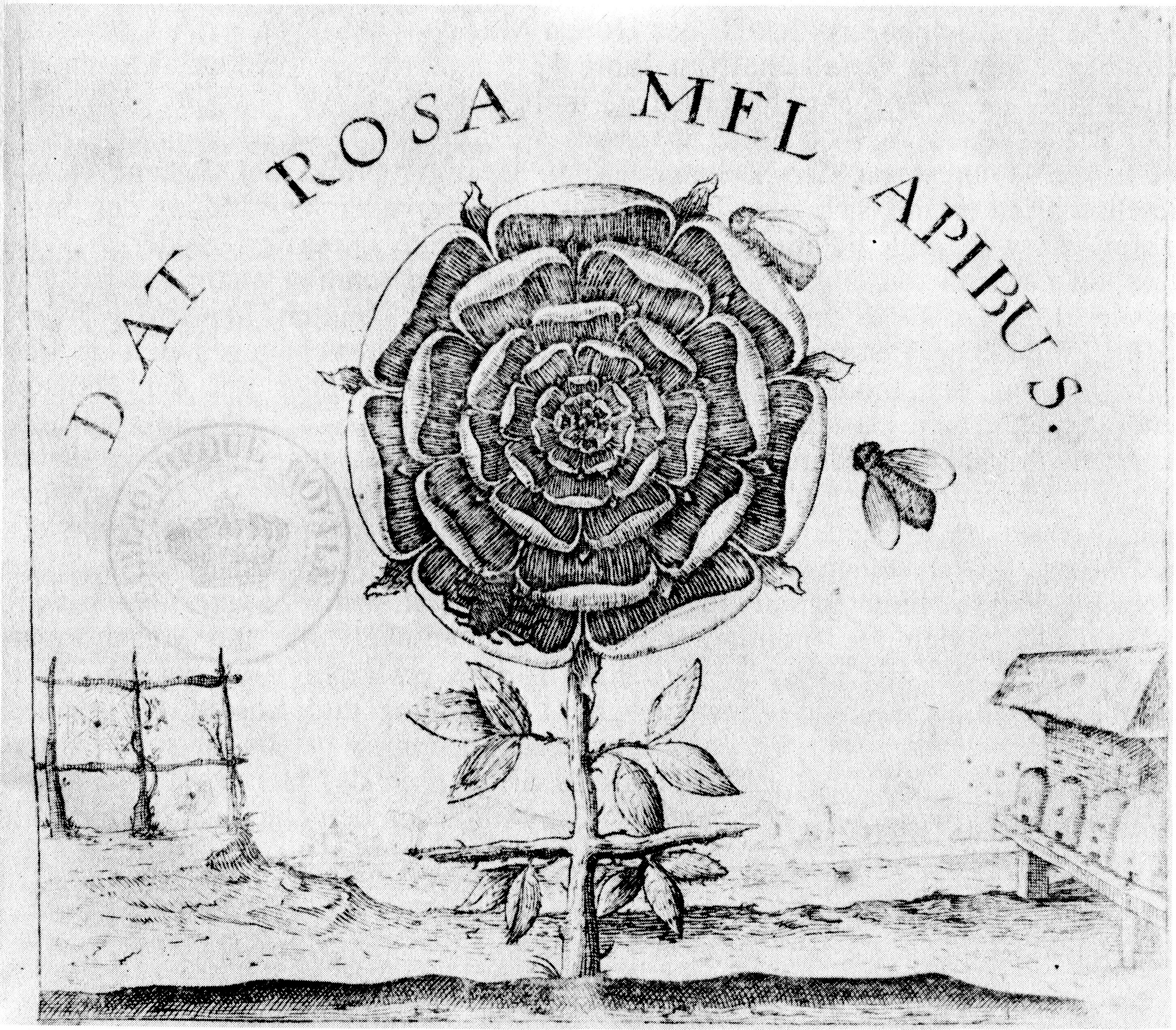
Summum Bonum, 1629.

Fludd defendía la filosofía de los alquimistas y de los Rosacruz, y se sirvió de sus doctrinas para describir al hombre, la naturaleza y el universo. No era miembro de los Rosacruz, como sostenía a menudo, pero defendió su pensamiento en su Tractatus Apolegeticus integritatem Societatis de Rosea Cruce defendens, donde describió el origen del conocimiento de los Rosacruz. La obra trata de sus ideales, de su integridad y su sabiduría.

## "Gwynedd connection"
Fludd era descendiente de Cunedda Wledig ap Edern, Rey de Gwynedd, actualmente parte de Gales.
Gwynedd es una de las dos zonas de Gales que fue gobernada por monarcas irlandeses; la otra es Dyfed.

## Escritos
- Tractatus apologeticus integritatem Societatis de Rosea Cruce defendens (1617).
- Tractatus theologico-philosophicus (1617).
- Utriusque cosmi maioris scilicet et minoris Metaphysica, physica atque technica Historia (1617).
- Tractatus secundus. De naturae simia seu technica macrocosmi historia (1618).
- Monochordium Mundi symphoniacum J. Kepplero oppositum (1622).
- Philosophia sacra et vera christiana seu Meteorologia cosmica (1626).
- Sophiae cum memoria certamen (1629).
- Clavis philosophiae et alchymiae (1633).
- Philosophia Moysaica (1638).